# Acanthomysis tamurai
Acanthomysis tamurai är en kräftdjursart som beskrevs av Ii 1964. Acanthomysis tamurai ingår i släktet Acanthomysis och familjen Mysidae. Inga underarter finns listade i Catalogue of Life.